# إروين إل. جاكوبس
إروين إل. جاكوبس (بالإنجليزية: Irwin L. Jacobs)‏ هو شخصية أعمال أمريكي، ولد في 15 يوليو 1941، وتوفي في 10 أبريل 2019.